# Park Drive 2000 1971 – Autumn
Das Park Drive 2000 1971 – Autumn war eine Snooker-Liga im Rahmen der Saison 1971/72, die in der zweiten Jahreshälfte 1971 im gesamten Vereinigten Königreich ausgetragen wurde. Sieger wurde Ray Reardon, der im Endspiel Titelverteidiger John Spencer besiegte. Spencer spielte dafür mit einem 136er-Break das höchste Break des Turnieres.

## Preisgeld
Erneut stellte die sponsernde Gallaher-Marke Park Drive 2.000 Pfund Sterling als Preisgeld zur Verfügung, von denen wieder 750 £ an den Sieger gingen.
|           | Preisgeld |
| --------- | --------- |
| Sieger    | 750 £     |
| Finalist  | 550 £     |
| Platz 3   | 400 £     |
| Platz 4   | 300 £     |
| Insgesamt | 2.000 £   |

## Turnierverlauf
Erneut nahmen am Turnier vier Spieler teil, Gary Owen wurde aber durch Ray Reardon ersetzt. Wie bereits bei der vorherigen Ausgabe spielten die vier Teilnehmer ein dreifaches Rundenturnier aus, d. h. sie traten jeweils dreimal gegen jeden anderen Spieler an. Diese Spiele fanden an verschiedensten Orten im Vereinigten Königreich statt. Am Ende wurde eine Abschlusstabelle erstellt, wobei die beiden Bestplatzierten in einem Endspiel den Turniersieger ausspielten. Jedes Spiel fand im Modus Best of 7 Frames statt. Die Angabe der Spiel-Reihenfolge folgt der alphabetischen Auflistung der Datenbank CueTracker.

### Gruppenphase
| Pos. | Spieler      | Partien | S | N | Frames | Diff. |
| ---- | ------------ | ------- | - | - | ------ | ----- |
| 1    | John Spencer | 9       | 7 | 2 | 33:21  | +11   |
| 2    | Ray Reardon  | 9       | 4 | 5 | 26:26  | ±0    |
| 3    | John Pulman  | 9       | 4 | 5 | 24:29  | −5    |
| 4    | Rex Williams | 9       | 3 | 6 | 22:39  | −7    |

| Spiel | Spieler 1    | Ergebnis | Spieler 2    |
| ----- | ------------ | -------- | ------------ |
| 1     | John Pulman  | 24:24    | Rex Williams |
| 2     | John Pulman  | 24:24    | Rex Williams |
| 3     | John Pulman  | 24:24    | Rex Williams |
| 4     | John Pulman  | 34:34    | John Spencer |
| 5     | Ray Reardon  | 24:24    | John Pulman  |
| 6     | Ray Reardon  | 24:24    | John Pulman  |
| 7     | Ray Reardon  | 14:14    | John Pulman  |
| 8     | Ray Reardon  | 14:14    | Rex Williams |
| 9     | John Spencer | 24:24    | John Pulman  |

| Spiel | Spieler 1    | Ergebnis | Spieler 2    |
| ----- | ------------ | -------- | ------------ |
| 10    | John Spencer | 34:34    | Ray Reardon  |
| 11    | John Spencer | 34:34    | Rex Williams |
| 12    | John Spencer | 24:24    | Ray Reardon  |
| 13    | John Spencer | 24:24    | Ray Reardon  |
| 14    | John Spencer | 14:14    | Rex Williams |
| 15    | John Spencer | 04:04    | John Pulman  |
| 16    | Rex Williams | 14:14    | Ray Reardon  |
| 17    | Rex Williams | 24:24    | Ray Reardon  |
| 18    | Rex Williams | 24:24    | John Spencer |

### Finale
John Spencer hatte mit sieben Siegen zwar etwas schlechter abgeschnitten als bei der ersten Ausgabe, doch es reichte erneut für den deutlichen Gruppensieg. Der zweite Platz war erneut umkämpft; dank einer besseren Differenz konnte sich Ray Reardon schließlich gegen John Pulman durchsetzen. Spencer prägte den Beginn des Endspiels und ging mit 2:0 und 3:1 in Führung, doch Reardon gelang, das Spiel zu drehen und gewann mit 3:4 das Turnier.
| Finale: Best of 7 Frames unbekannt, unbekannt, Vereinigtes Königreich, Herbst 1971 |                |             |
| John Spencer                                                                       | 3:4            | Ray Reardon |
| 62:42, 74:42, 40:69, 76:28, 16:95, 16:98, 66:69                                    |                |             |
| –                                                                                  | Höchstes Break | –           |
| –                                                                                  | Century-Breaks | –           |
| –                                                                                  | 50+-Breaks     | –           |

## Century Breaks
Die beiden Finalisten Spencer und Reardon spielten während des Turnieres insgesamt sechs Century Breaks:
- John Spencer: 136, 126, 122 (2×)
- Ray Reardon: 123, 111